# Salvethymus svetovidovi
Salvethymus svetovidovi är en fiskart som beskrevs av Igor A. Chereshnev och Skopets, 1990. Salvethymus svetovidovi ingår i släktet Salvethymus och familjen laxfiskar. IUCN kategoriserar arten globalt som sårbar. Inga underarter finns listade i Catalogue of Life.